# Off camera
Off camera (kurz Off, englisch „außerhalb [des Blickfelds einer Kamera]“) ist ein Fachausdruck bei der Bildregie in audiovisuellen Medien und bei der Filmvertonung. Im Englischen wird er auch allgemein für alle Aspekte einer Filmproduktion verwendet, die nicht vor der Kamera stattfinden, analog zu Backstage im Theater („hinter den Kulissen“).

## Off-Ereignisse
Im Off befinden sich akustische Ereignisse, deren Quelle nicht von der Kamera gezeigt werden, zum Beispiel Stimmen von Dialogpartnern, die in einer Kameraeinstellung nicht zu sehen sind (Off-Stimme). Eine grundsätzliche Unterscheidung dabei ist, ob dies zur Handlung gehört oder nicht (siehe Diegese): Die Stimme einer Figur aus dem Off, die in der Szene anwesend, aber im Moment gerade nicht sichtbar ist, hat eine andere Funktion als eine Erzählstimme aus dem Off, die das Geschehen aus zeitlicher und örtlicher Distanz kommentiert (Voiceover). 
Zur Handlung gehört es, wenn zum Beispiel jemand durch ein offenes Fenster in die Szene ruft, nicht zur Handlung gehört es dagegen, wenn über eine Filmsequenz später eine Übersetzerstimme gelegt wird. Auch Dialogpartner im Spielfilm, die nicht sichtbar sind, werden möglichst von Schauspielern dargestellt, die bei der Aufnahme anwesend sind, weil das Spiel der sichtbaren Figuren dann lebendiger wirkt, auch wenn die ganze Szene nachvertont wird.
Auch Annahmen des Zuschauers, zum Beispiel über Beziehungen zwischen Protagonisten, die sich aus der tatsächlich dargebotenen Handlung ableiten lassen (Implikation), können als Off camera bezeichnet werden (siehe Fokalisierung). Manchmal werden solche Vermutungen durch Filmmusik, Kameraeinstellungen und andere Kommentare von der Beobachterperspektive des Films aus suggeriert.

## Off-Sprecher
Die Off-Stimme als Voice-over dient dazu, einen Film (z. B. einen Dokumentarfilm) mit Erklärungen oder Erzählungen zu ergänzen. Off-Sprecher sind meist gut ausgebildet. Statt neutraler Perfektion können je nach Einsatzgebiet auch besonders charakteristische Stimmen mit sprachlichen Unvollkommenheiten, wie etwa rauchige, besonders alt oder jung klingende Stimmen mit dialektalen Färbungen gefragt sein, oder es werden bekannte Stimmen eingesetzt, die die (Werbe-)Wirksamkeit erhöhen. 
Eine Synchronstimme dagegen ist keine Off-Stimme, weil sie der Figur im Bild zugeordnet wird.